# Istermyrliden
Istermyrliden är en by ca 30 km söder om Skellefteå. Byn har cirka 40 invånare. 1940-talet tillkom den allmänna vägen. Byn hade tidigare en affär, en skola och ett postutlämningsställe, men alla dessa är nu borta sedan länge. Hösten 1980 lade affären, Söderlunds diversehandel, ner verksamheten. 
Programledaren Micke Leijnegard bodde några år i Istermyrliden som liten.